# Кшижаново (Мазовецьке воєводство)
Кшижаново (пол. Krzyżanowo) — село в Польщі, у гміні Брудзень-Дужий Плоцького повіту Мазовецького воєводства.
Населення — 114 осіб (2011).
У 1975-1998 роках село належало до Плоцького воєводства.

## Демографія
Демографічна структура станом на 31 березня 2011 року:
|          | Загалом | Допрацездатний вік | Працездатний вік | Постпрацездатний вік |
| -------- | ------- | ------------------ | ---------------- | -------------------- |
| Чоловіки | 61      | 14                 | 44               | 3                    |
| Жінки    | 53      | 14                 | 28               | 11                   |
| Разом    | 114     | 28                 | 72               | 14                   |